# Норм и Несокрушимые
«Норм и Несокруши́мые» (англ. Norm of the North) — американский компьютерно-анимационный комедийно-приключенческий фильм в формате 3D от режиссёра Тревора Уолла. Мультфильм был выпущен 15 января 2016 года. Слоган мультфильма — «Главный мультфильм весенних каникул».

## Сюжет
Мультфильм повествует о приключениях белого медведя по имени Норм. Ему предстоит спасти родную Арктику от мистера Грина, задумавшего построить там жилые комплексы. Чтобы остановить застройщика, Норм отправляется в Нью-Йорк вместе с верными друзьями-леммингами.

## Актёры
- Роб Шнайдер — Норм
- Хизер Грэм — Вера Брайтли
- Майя Кэй — Олимпия Брайтли
- Кен Джонг — мистер Грин
- Колм Мини — дедушка
- Лоретта Дивайн — Тамиша
- Габриель Иглесиас — Пабло / Стэн
- Майкл Макэлхаттон — Лоуренс
- Билл Найи — Сократ
- Салом Дженс — Клюбек
- Чарльз Адлер — предок
- Гилберт Боус — турист
- Деби Дерриберри — дочь
- Бен Дискин — шеф Кодзава
- Кит Фергюсон — турист
- Дэниэл Гордон — Найджел, бандит 1
- Джесс Харнелл — турист
- Кейт Хиггинс — Элизабет
- Мики Келли — бандит 2
- Роув Макманус — юный Инвестор
- Эмили Полидорос — своенравная девочка
- Эрик Прайс — олень 1 / олень 2
- Ник Шейкоауэр — парень, переодетый в медведя
- Макс Спитц — парень, переодетый в медведя 1
- Джанет Варни — Джанет
- Рик Д. Вассерман — подручный

## Маркетинг
Два мобильных приложения вышли для продвижения мультфильма, а также четыре клипа и два трейлера на канале «Lionsgate Movies» на YouTube.

## Выход
Норм и Несокрушимые также вышел на Blu-Ray и DVD в формате HD.

## Приём

### Кассовые сборы
«Норм и Несокрушимые» собрал 17,1 миллиона долларов в Северной Америке и 13,6 миллиона в остальных частях мира. Всего мультфильм собрал 30,7 миллионов при бюджете 18 миллионов.

### Критика
Мультфильм получил отрицательные отзывы от кинокритиков. На сайте Rotten Tomatoes фильм имеет рейтинг 9 % на основе 65 рецензий со средним баллом 3.1 из 10. На сайте Metacritic фильм имеет оценку 21 из 100 на основе 18 рецензий критиков, что соответствует статусу «в целом неблагоприятные отзывы». На сайте CinemaScore зрители дали мультфильму оценку B- (4-), по шкале от A+ до F.

## Сиквелы
Норм и Несокрушимые: Ключи от королевства (2018)
Обаятельный мишка по имени Норм избран королем Арктики. Его приглашают в Нью-Йорк, где вручают почетную награду — Золотой ключ от Королевства. Пока герой купается в лучах славы, дерзкий грабитель под видом Норма похищает ценный трофей и организует серию ограблений банков. Чтобы восстановить свое доброе имя, Норм отправляется в погоню за бандитами, но в это время преступная корпорация вынашивает план превращения арктического льда в бутилированную воду популярного брэнда.
Норм и Несокрушимые: Большое путешествие (2019)
В ледяных горах Арктики терпит крушение самолёт, управляемый археологом Джином. Аварию подстроил его коварный напарник, который похищает бесценную нефритовую статуэтку китайского божества — ключ к несметным сокровищам. На помощь Джину приходит король Арктики Норм. В компании с леммингами он отправляется в смертельно опасное путешествие. На этот раз обаятельный и простодушный мишка должен не только обезвредить злодея и вернуть бесценную реликвию, но и успеть на свадьбу своего эксцентричного дедушки.
Норм и Несокрушимые: Семейные каникулы (2020)
Властитель Арктики Норм все свое время уделяет общественным делам. У него множество забот, связанных с организацией фестиваля ледяных скульптур. А ему ужасно хочется проводить время в кругу семьи, дурачиться и играть в снежки с детьми. Но большая беда грозит всему королевству — кто-то похищает его корону. Следы таинственного злоумышленника ведут в экзотический Харбин. Втайне от всех Норм пускается в погоню, прихватив с собой домочадцев. Только так, под видом увлекательных каникул, он сможет выполнить секретную миссию и провести время с любимой семьей.